# Creta e Cirenaica
Creta e Cirenaica (em latim: Creta et Cyrenaica) era uma província senatorial do Império Romano criada em 20 a.C. abrangendo a ilha de Creta e a região da Cirenaica no norte da África (parte da moderna Líbia).

## História
Marco Antônio Crético atacou Creta em 71 a.C. e foi repelido. Logo em seguida, Quinto Cecílio Metelo, com três grandes legiões, foi enviado para tomar a ilha. Depois de uma feroz campanha de três anos, Creta foi finalmente conquistada pela República Romana em 69 a.C. e Metelo recebeu o agnomen "Creticus" por sua façanha. Nos sítios arqueológicos modernos, parece haver poucas evidências de um dano maior ligado à transferência de poder para os romanos: um único palácio parece ter sido arrasado. Gortina, um provável sítio pré-romano, parece ter sido elevado ao status de capital da recém-formada província de "Creta e Cirenaica".
Depois da Batalha de Ácio, Otaviano, como parte de sua reforma administrativa em 27 a.C., reuniu Creta e a Cirenaica, transformando-a numa província senatorial governada por um procônsul de status pretoriano e com capital em Gortina.
Com a reforma de Diocleciano (r. 284-305), a província foi dividida em duas novas províncias: a Líbia Superior (no oriente) e a Líbia Inferior (ocidente), ambas subordinadas à Diocese do Oriente da Prefeitura pretoriana do Oriente. Já a nova província de Creta foi incorporada pela Diocese da Mésia, da Prefeitura pretoriana da Ilíria. Com a morte de Teodósio I em 395, com a divisão do império, Creta passou a fazer parte da nova Diocese da Macedônia, ainda na Ilíria, agora parte do Império Romano do Ocidente.